# Suebi

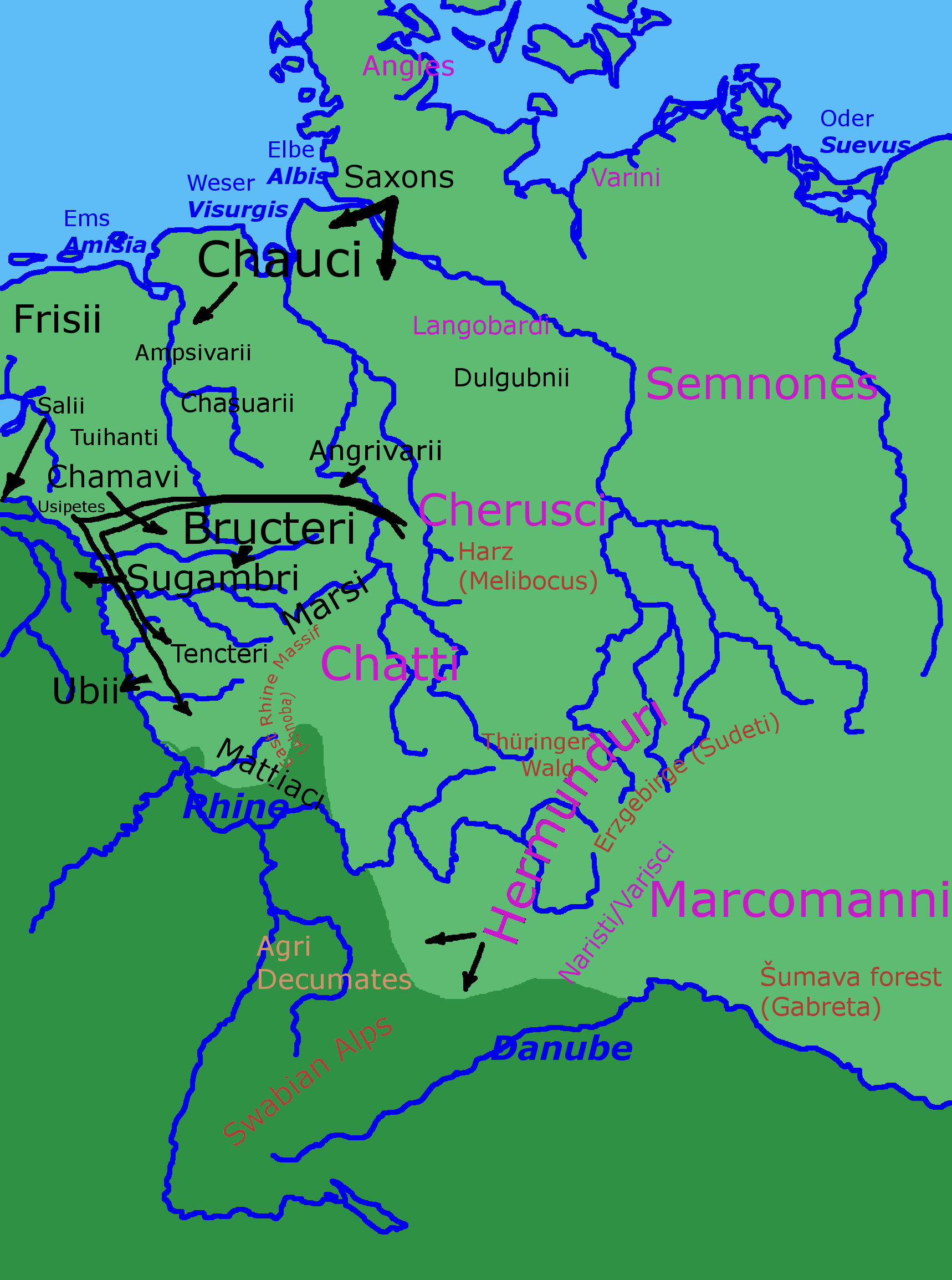
Một số bộ lạc ở Germania trong thời Đế chế La Mã. Các bộ lạc Suebi và Irminones có màu đỏ tươi.

Suebi (hoặc Suevi, Suavi hoặc Suevian) là một nhóm lớn các dân tộc Đức gốc từ vùng sông Elbe, ngày nay là Đức và Séc. Vào thời kỳ đầu La Mã, họ bao gồm nhiều dân tộc có tên riêng của họ như Marcomanni, Quadi, Hermunduri, Semnones và Lombards. Các bộ lạc mới được thành lập sau đó như người Shahanni và người Bavaria và hai vương quốc trong Thời kỳ di cư được gọi đơn giản là vương quốc Suebi.
Mặc dù Tacitus xác định rằng nhóm Suebi không phải là một nhóm bộ lạc cũ, nhưng các dân tộc Suebi được liên kết bởi Pliny the Elder với Irminones, một nhóm các dân tộc Đức tuyên bố có kết nối tổ tiên với nhau. Tacitus đề cập đến các ngôn ngữ Suebian và một "Suevia" trên quy mô địa lý.
Người Suevia được Julius Caesar nhắc đến lần đầu tiên liên quan đến cuộc xâm lăng Gaul của vua Đức Ariovistus trong Chiến tranh Gallia. Không giống như Tacitus, ông mô tả họ là một dân tộc duy nhất, khác với Marcomanni, trong phạm trù người Đức lớn hơn mà ông coi là mối đe dọa ngày càng tăng đối với Gaul và Ý trong thế kỷ thứ nhất trước Công nguyên, khi họ di chuyển mạnh về phía nam, với chi phí của Gallic các bộ lạc, và thiết lập sự hiện diện của người Đức ở các khu vực trực tiếp phía bắc sông Danube. Cụ thể, ông thấy người Suebi là người hiếu chiến nhất trong các dân tộc Đức.
Trong triều đại của Augustus, vị hoàng đế đầu tiên, Rome đã thực hiện các chiến dịch xâm lược vào Germania, phía đông sông Rhine và phía bắc sông Danube, đẩy về phía Elbe. Sau khi chịu thất bại lớn trước người La Mã vào năm 9 trước Công nguyên, Maroboduus trở thành vua của một vương quốc Suevian được thành lập trong các ngọn núi và khu rừng bảo vệ của Bohemia. Người Suevian không tham gia liên minh do Arminius lãnh đạo.
Dưới triều đại của Marcus Aurelius vào thế kỷ thứ 2 sau Công nguyên, Marcomanni, có lẽ chịu áp lực từ các bộ lạc Đông Đức ở phía bắc của họ, đã xâm chiếm Ý.
Vào thời kỳ khủng hoảng của thế kỷ thứ ba, các nhóm Suebian mới đã xuất hiện và Ý lại bị Juthungi xâm chiếm một lần nữa, trong khi người Alamanni tàn phá Gaul và định cư tại Agri Decumates. Người Alamanni tiếp tục gây áp lực lên vùng Gaul, trong khi thủ lĩnh của người Chrocus là người đóng vai trò quan trọng trong việc đưa Constantine Đại đế lên ngôi Hoàng đế La Mã.
Vào cuối thế kỷ thứ 4 sau Công nguyên, biên giới Trung Danubian có người Quadi và Marcomanni sinh sống đã có một số lượng lớn người Gothic và các dân tộc phía đông khác nhập cư, thoát khỏi những xáo trộn liên quan đến người Huns. Vào năm 406 sau Công nguyên, các bộ lạc Suebian do Hermeric lãnh đạo, cùng với các nhóm Danubian khác bao gồm Alans và Vandals, đã vượt qua sông Rhine và tràn qua Gaul và Hispania. Cuối cùng họ đã thành lập Vương quốc Suebi ở tây bắc Tây Ban Nha và Bồ Đào Nha. Cùng với sự tan vỡ của sức mạnh Hunnic sau Trận chiến Nedao, cũng có một Vương quốc Suebi tồn tại trong thời gian ngắn trên sông Danube, dưới thời Hunimund. Họ đã bị đOstrogoth, một trong những người có nguồn gốc từ phía đông, từng là đồng minh của người Huns, ánh bại. Vào thế kỷ thứ sáu, Longobards Suevic chuyển từ Elbe trở thành một trong những cường quốc của Trung Danube, cạnh tranh với các triều đại từ phía đông như Herules, Gepids và Ostrogoth.
Trong những năm cuối cùng của sự suy tàn của Đế quốc Tây La Mã, tướng quân Suebian Ricimer là người cai trị trên thực tế. Người Lombard, với nhiều dân tộc Danube cả Suebi và miền đông, sau đó định cư tại Ý và thành lập Vương quốc Lombardia.
Người Alamanni, Bavarii và Thuringii vẫn còn ở Germania đã đặt tên cho các khu vực vẫn còn tồn tại của Đức là Swabia, Bavaria và Thuringia. Các ngôn ngữ Suebi được cho là nguồn chính của các ngôn ngữ tiếng Đức sau này, bao gồm tiếng Đức tiêu chuẩn và tiếng địa phương chiếm ưu thế ở Nam Đức, Thụy Sĩ và Áo, đã trải qua sự thay đổi phụ âm thứ hai một thời gian sau khoảng 600 sau Công nguyên. Và với sự gần gũi với các phương ngữ này với tiếng Hà Lan và tiếng Đức thấp, có khả năng các ngôn ngữ Suebian cũng ảnh hưởng mạnh đến sự phát triển của các ngôn ngữ đó.